# Erik Henrik Lysell
Eric Henric Lysell, E. H. Lysell, född 4 oktober 1790 i Färlöv, död 26 december 1874 i Färlöv, var en svensk orgelbyggare och kantor i Färlövs kyrka. Han byggde endast fyra orglar med dålig karakteristik.

## Biografi
Lysell föddes 4 oktober 1790 i Färlövs socken och var son till klockaren Simon Peter Lysell och Elisabeth Christina Grönbeck. Lysell avlade 1825 organistexamen i Kristianstad. Han lärde sig troligen bygga orglar hos Pehr Lund i Lund på 1830-talet. Han avlade examen i orgelbyggeri 1835.
Lysell blev 1831 kantor och organist i Färlövs församling. Han avled 26 december 1874 i Färlöv.

## Lista över orglar
| År              | Ursprunglig kyrka   | Stift | Bild | Manualer | Pedal | Stämmor | Bevarad orgel/fasad | Övrigt |
| --------------- | ------------------- | ----- | ---- | -------- | ----- | ------- | ------------------- | --- |
| 1841            | Strö kyrka          | Skara |      |          | 1     | 6       | Nej/Nej             | Orgeln med fasad, skrank och allt skulle säljas av Kyrkorådet i Ströö år 1867 inför anskaffandet av en ny orgel.                                                                                  |
| 1844            | Vä kyrka            | Lunds |      |          |       | 13      | Nej/Nej             | En ny orgel byggdes 1890 av Carl Johannes Carlsson, Virestad. |
| 1844            | Jämshögs kyrka      | Lunds |      |          |       |         |                     | |
| 1846            | Vikens kyrka        | Lunds |      |          |       | 10      | Nej/Ja              | 1846 utökade eller ombyggde Lysell orgeln från 6 stämmor till 8 stämmor. Orgeln var byggd 1738 av Jonas Hielm, Växjö och stod tidigare i Väsby kyrka.                                             |
| 1847 eller 1850 | Västra Karups kyrka | Lunds |      |          |       |         | Nej/Nej             | Orgeln byggdes tillsammans med organisten M. Hellqvist i Lövestad. Orgeln renoverades 1885 av Nilsson, Hjärnarp och hade då 11 stämmor. En ny orgel byggdes 1902 av Thorsell & Erikson, Göteborg. |

## Gesäller
- 1843 - Nils Peter Mårtensson (född 1813)
- 1843–1845 - Måns Liljeberg (född 1819)